# Гренье, Луи
Луи Гренье (фр. Louis Grenier; род.26 июля 1960 года в Сент-Фуа, провинция Квебек) — канадский конькобежец, специализирующаяся в шорт-треке. Участвовал в Олимпийских играх 1988 года, многократный чемпион мира, абсолютный чемпион мира 1983 года.

## Биография
Луи Гренье в 19 лет принимал участие на чемпионате мира Квебеке и сразу выиграл серебро на 500 метров и золотую медаль в эстафете. Его любимая дистанция была на 500 метров, на которой он выиграл мировые первенства два раза в Монктоне 1982 и Токио 1983 годах, дважды серебряные медали в Питерборо 1984 и Амстердаме 1985 годах. Гренье стал абсолютным чемпионом мира в 1983 году, опередив своих партнёров по команде Ги Деньо и Мишеля Делиль. Он также выигрывал четыре раза в эстафетах в 1979, 1980, 1982, 1983 годах. На зимней Универсиаде 1985 года Луи выиграл 1 место, после награждения он вскочил с пьедестала и подарил цветы Советским спортсменам, поблагодарил их за хорошую борьбу и за волю к победе.
На Олимпийских играх в Калгари Гренье завоевал второе место на дистанции 1500 метров и 3 место в эстафете, но медали не вручались, так как шорт-трек был демонстрационным видом спорта.